# Херне (Белгия)
Херне (на нидерландски: Herne) е селище в Централна Белгия, окръг Хале-Вилворде на провинция Фламандски Брабант. Населението му е около 6400 души (2006).